# Nivea Smith
Nivea Smith (sinh ngày 18 tháng 2 năm 1990) là một vận động viên chạy nước rút chuyên về 200 mét. Cô lớn lên ở Freeport, học trường tiểu học Mary Star of the Sea, và sau đó tốt nghiệp trường trung học Công giáo Grand Bahama. Sau đó, cô tiếp tục thi đấu cho Đại học Auburn.

## Sự nghiệp
Cô trở thành người Bahamas đầu tiên từng giành huy chương tại Giải vô địch trẻ thế giới IAAF khi cô kiếm được một đồng trong 200m năm 2007 với thời gian 23,69... Một nhà vô địch CARIFTA ba lần trong 200m... Có thời gian 200m tốt nhất cho cá nhân là 22,71 Ngoài ra, còn được hợp tác với đồng đội của Cache Cache Armbrister Sheniqua Ferguson và Krystal Bodie và một người khác để lập kỷ lục đáp ứng trong cuộc tiếp sức 4x100m của 44.36... Năm 2007, giành được danh hiệu CARIFTA 200m và giúp đội tiếp sức 4x100m lập kỷ lục quốc gia mới... Lần đầu tiên trong 200m và thứ ba trong 100m tại cuộc họp CARIFTA 2006. Đứng thứ hai trong Đại hội Thể thao Carifta năm 2009 trên 200m.

## Thành tích cá nhân tốt nhất
| Nội dung | Thời gian         | Địa điểm | Ngày |
| -------- | ----------------- | -------- | ---- |
| 100 m    | 11,52             |          |      |
| 200 m    | 22,71             |          |      |
| 60m      | 7.51 (trong nhà)  |          |      |
| 200m     | 23,12 (trong nhà) |          |      |

## Thành tích
| Năm                  | Giải đấu                                                   | Địa điểm                                 | Thứ hạng             | Nội dung                                 | Chú thích            |
| Representing Bahamas | Representing Bahamas                                       | Representing Bahamas                     | Representing Bahamas | Representing Bahamas                     | Representing Bahamas |
| -------------------- | ---------------------------------------------------------- | ---------------------------------------- | -------------------- | ---------------------------------------- | -------------------- |
| 2005                 | CARIFTA Games (U-17)                                       | Bacolet, Trinidad và Tobago              | 5th                  | 100 m                                    | 11.94 (1.5 m/s)      |
| 2005                 | CARIFTA Games (U-17)                                       | Bacolet, Trinidad và Tobago              | 4th                  | 200 m                                    | 24.16 (-1.0 m/s)     |
| 2006                 | CARIFTA Games (U-17)                                       | Les Abymes, Guadeloupe                   | 3rd                  | 100 m                                    | 11.90 (1.0 m/s)      |
| 2006                 | CARIFTA Games (U-17)                                       | Les Abymes, Guadeloupe                   | 1st                  | 200 m                                    | 23.66 (-0.6 m/s)     |
| 2006                 | CARIFTA Games (U-17)                                       | Les Abymes, Guadeloupe                   | 2nd                  | 4x100 m relay                            | 46.17                |
| 2006                 | CARIFTA Games (U-17)                                       | Les Abymes, Guadeloupe                   | 2nd                  | 4x400 m relay                            | 3:49.14              |
| 2006                 | Central American and Caribbean Junior Championships (U-17) | Port of Spain, Trinidad và Tobago        | 4th                  | 100 m                                    | 12.02 (0.7 m/s)      |
| 2006                 | Central American and Caribbean Junior Championships (U-17) | Port of Spain, Trinidad và Tobago        | 3rd                  | 200 m                                    | 24.23 w (3.2 m/s)    |
| 2006                 | Central American and Caribbean Junior Championships (U-17) | Port of Spain, Trinidad và Tobago        | 3rd                  | 4x100 m relay                            | 46.31                |
| 2006                 | World Junior Championships                                 | Bắc Kinh, Trung Quốc                     | 11th (h)             | 4×100m relay                             | 45.41                |
| 2007                 | CARIFTA Games (U-20)                                       | Providenciales, Turks and Caicos Islands | 1st                  | 200 m                                    | 23.45 (1.3 m/s)      |
| 2007                 | CARIFTA Games (U-20)                                       | Providenciales, Turks and Caicos Islands | 10th                 | Long jump                                | 4.91m (-0.2 m/s)     |
| 2007                 | CARIFTA Games (U-20)                                       | Providenciales, Turks and Caicos Islands | 1st                  | 4x100 m relay                            | 44.94                |
| 2007                 | World Youth Championships                                  | Ostrava, Cộng hòa Séc                    | 3rd                  | 200 m                                    | 23.69 (-1.9 m/s)     |
| 2007                 | World Youth Championships                                  | Ostrava, Cộng hòa Séc                    | 5th (h)              | Medley relay (100m x 200m x 300m x 400m) | 2:13.04              |
| 2008                 | CARIFTA Games (U-20)                                       | Basseterre, Saint Kitts và Nevis         | 1st                  | 200 m                                    | 23.01 (1.4 m/s)      |
| 2008                 | CARIFTA Games (U-20)                                       | Basseterre, Saint Kitts và Nevis         | 1st                  | 4x100 m relay                            | 44.36 CR             |
| 2008                 | CARIFTA Games (U-20)                                       | Basseterre, Saint Kitts và Nevis         | 4th                  | 4x400 m relay                            | 3:47.47              |
| 2008                 | World Junior Championships                                 | Bydgoszcz, Ba Lan                        | 11th (sf)            | 200 m                                    | 23.84 (-1.1 m/s)     |
| 2008                 | World Junior Championships                                 | Bydgoszcz, Ba Lan                        | 4th                  | 4x100 m relay                            | 44.61                |
| 2009                 | CARIFTA Games (U-20)                                       | Vieux Fort, Saint Lucia                  | 2nd                  | 200 m                                    | 23.36 (1.5 m/s)      |
| 2009                 | CARIFTA Games (U-20)                                       | Vieux Fort, Saint Lucia                  | 2nd                  | 4x100m relay                             | 45.43                |